# محمدحسن رهنوردی
محمدحسن رهنوردی (۱ تیر ۱۳۰۶ – ۱۴ شهریور ۱۴۰۲) پزشک، سیاست‌مدار و وزنه بردار اهل ایران بود. او دارندهٔ دو مدال طلا در بازی‌های آسیایی در دههٔ ۵۰ میلادی بود. او نمایندهٔ ساری در مجلس شورای ملی و بعداً از تهران بود. پیش از انقلاب، وی قائم‌مقام وزیر بهداشت و وزیر آموزش بود. آخرین مقام او، استان‌داری استان یزد بود.
او دارندهٔ دکترای دندان‌پزشکی از دانشگاه تهران، و کارشناسی ارشد بهداشت عمومی از دانشگاه جانز هاپکینز و دکترای این رشته از دانشگاه تولین است.
او برای پنج سال رئیس کمیتهٔ ملی المپیک بود، و سرپرستی کاروان ایران را در بازی‌های المپیک ۱۹۶۸ مکزیک و ۱۹۷۲ مونیخ برعهده داشت.